# Хітеру-Мару
Хітеру-Мару (Hiteru Maru) — транспортне судно, яке під час Другої світової війни взяло участь в операціях японських збройних сил на Філіппінах, в Індонезії та архіпелазі Бісмарка.

## Передвоєнна історія
Судно спорудили як Рюфуку-Мару в 1919 році на корабельні Kawasaki Dockyard у Кобе для компанії Kokusei Kisen. З 1938 по 1941 роки його використовувала компанія Oginuno Kaisho, після чого новий власник Nissan Kisen перейменував судно в Хітеру-Мару.
8 вересня 1941 судно реквізували для потреб Імперської армії Японії.

## Вторгнення на південь Філіппін
16—17 грудня 1941-го Хітеру-Мару та ще 16 транспортів вийшли з Палау (захід Каролінських островів) і попрямували до острова Мінданао, маючи на борту підрозділи 56-ї та 16-ї піхотних дивізій, а також різноманітні підрозділи флоту. Після опівночі 20 грудня загін досягнув району Давао та почав висадку десанту, котрий вже до вечора заволодів цим містом.

## Вторгнення до Нідерландської Ост-Індії
6 січня 1942-го Хітеру-Мару та ще 13 транспортів вийшли з Давао надвечір 10 січня прибули до острова Таракан — одного з центрів нафтовидобувної промисловості на східному узбережжі острова Борнео. Невдовзі після опівночі 11 січня судна розпочали висадку десанту.
21 січня 1942-го Хітеру-Мару та ще 14 транспортів вийшли з Таракану для висадки десанту в розташованому південніше іншому центрі нафтовидобувної промисловості Борнео — Балікпапані. 23 січня на переході конвой атакували літаки, яким удалося потопити один з транспортів, тоді як інші ввечері того ж дня прибули до Балікпапану та почали висадку десанту. У перші години 24 січня американські есмінці атакували сили вторгнення і змогли потопити й пошкодити ще кілька суден, проте Хітеру-Мару не постраждав.
Надалі Хітеру-Мару відвідало Палау, де прийняло загін бійців та 22 лютого вийшло для участі у вторгненні на схід острова Ява. 23 лютого судно приєдналось до основного конвою вторгнення, котрий прямував від якірної стоянки Голо (поблизу однойменного острова в архіпелазі Сулу). У підсумку до Яви підійшов конвой із 43 транспортів. 27 лютого з'єднання бойових кораблів виграло битву в Яванському морі і в перші години 1 березня транспортні судна розпочали висадку військ на сході острова Ява біля Крагану. Авіація союзників змогла пошкодити кілька транспортів, проте Хітеру-Мару не постраждало.

## Рейс до архіпелагу Бісмарка
Наприкінці грудня 1942-го Хітеру-Мару перебувало на острові Нова Британія у Рабаулі — головній передовій базі японців у архіпелазі Бісмарка, з якої провадились операції на Соломонових островах та сході Нової Гвінеї. 28 грудня воно полишило цей порт у складі конвою зі ще трьох суден та двох ескортних кораблів і попрямувало на північ.
Ввечері 30 грудня в районі за три з половиною сотні кілометрів на північний захід від острова Новий Ганновер Хітеру-Мару торпедоване підводним човном Greenling. Судно розломилось надвоє та затонуло, загинуло 15 членів екіпажу. Для порятунку тих, що вижили, з Рабаулу вийшов тральщик W-20.